# James Falzone
James Falzone (* 1. September 1971) ist ein US-amerikanischer Klarinettist, Bandleader und Komponist im Bereich des Jazz und der zeitgenössischen Musik.

## Leben
Falzone hatte ersten Unterricht bei seinem Onkel, dem Tenorsaxophonisten und Filmkomponisten James DiPasquale. Dieser vermittelte ihn an den Chicagoer Saxophonisten Rich Corpolongo, der ihm Jazz-Improvisation nahebrachte. Er studierte dann Klarinette an der Northern Illinois University bei Melvin Warner. Den Master erwarb er am New England Conservatory in Boston, wo er im Programm Third Stream/Contemporary Improvisation u. a. bei Ran Blake und Hankus Netsky studierte. Nach seiner Rückkehr nach Chicago gründete er das Kammerjazz-Ensemble Allos Musica. Ferner unterrichtete er an verschiedenen Universitäten und Colleges. Gegenwärtig ist er am North Central College in Naperville, Illinois tätig, wo er Musiktheorie, Komposition und Weltmusik unterrichtet. Er ist in der Chicagoer Jazz- und Improvisationsszene aktiv; er spielte u. a. im Improvisationssextett Flatlands Collective mit Jorrit Dijkstra, Fred Lonberg-Holm und Jeb Bishop sowie in Keefe Jacksons Project Project. 2001 legte er das kammermusikalisch angelegte Album The Already & The Not Yet vor; es folgten weitere Alben mit seinen Bandprojekten Allos Musica (The Sign and the Thing Signified, 2006 und Lamentations, 2010) und Klang (Tea Music, 2009 und Other Doors, 2011). Falzone ist daneben auch musikalischer Leiter der Grace Chicago Church; er schrieb Auftragskompositionen für Kammermusik-Ensembles und Sinfonieorchester. Er spielte auch in Tim Daisys Kammerjazztrio Vox Arcana und im französischen Ensemble Le Bon Vent.
Falzone wurde 2011 vom Down Beat Kritikerpoll zum Rising Star clarinetist gewählt. Die Jazz Journalist Association nominierte ihn im selben Jahr zum Klarinettisten des Jahres.